# 대한민국 상법 제134조
대한민국 상법 제134조는 운송물멸실과 운임에 대한 상법총칙의 조문이다.

## 조문
상법 제134조 (운송물멸실과 운임) (1)운송물의 전부 또는 일부가 송하인의 책임없는 사유로 인하여 멸실한 때에는 운송인은 그 운임을 청구하지 못한다. 운송인이 이미 그 운임의 전부 또는 일부를 받은 때에는 이를 반환하여야 한다. (2) 운송물의 전부 또는 일부가 그 성질이나 하자 또는 송하인의 과실로 인하여 멸실한 때에는 운송인은 운임의 전액을 청구할 수 있다.

## 판례
- 운송인과 송하인은 운임에 관하여 상법 제134조 제812조의 규정에 불구하고 다른 특약을 할 수 있다[1]

## 같이 보기
- 위험부담